# Leptosiaphos blochmanni
Leptosiaphos blochmanni (трипалий сцинк заїрський) — вид сцинкоподібних ящірок родини сцинкових (Scincidae). Мешкає в Руанді. Вид названий на честь німецького зоолога Фрідріха Блохманна.

## Збереження
Заїрські трипалі сцинки — дрібні ящірки, середня довжина яких (без врахування хвоста) становить 4,8 см, а разом з хвостом — 9,5 см. На кожній з чотирьох лап є три пальці.

## Поширення і екологія
Заїрські п'ятипалі сцинки мешкають в лісі Ньюнгве на південному заході Руанди, а також, можливо, на сході Демократичної Республіки Конго. Вони живуть у вологих гірських тропічних лісах Альбертінського рифту. Живляться комахами. Самиці відкладають яйця.